# Sibble
Sibble è un'area urbana della Svezia situata nel comune di Botkyrka, contea di Stoccolma.
La popolazione risultante dal censimento 2010 era di 309 abitanti .